# المكتوبة (موقع أثري)
المكتوبة؛ هو موقع أثري يقع في وادي المخاضة جنوب شرق جبل برد وعلى بعد 28 كيلو متر غرب الطائف بمنطقة مكة المكرمة غرب المملكة العربية السعودية.

## الآثار
نقش على صخور الموقع عدد كبير من النقوش الكتابية التي يعود تاريخها إلى ما بين القرن الأول هجري إلى أوائل الثاني هجري. أحد النقوش تعود لعام 103 هجري الموافق 721 م، وتحمل هذه النقوش أسماء شخصيات من تلك الحقبة بالإضافة إلى وجود نقوش و رسوم صخرية ووسوم تعود لفترة ما قبل الإسلام.